# Lone Scherfig

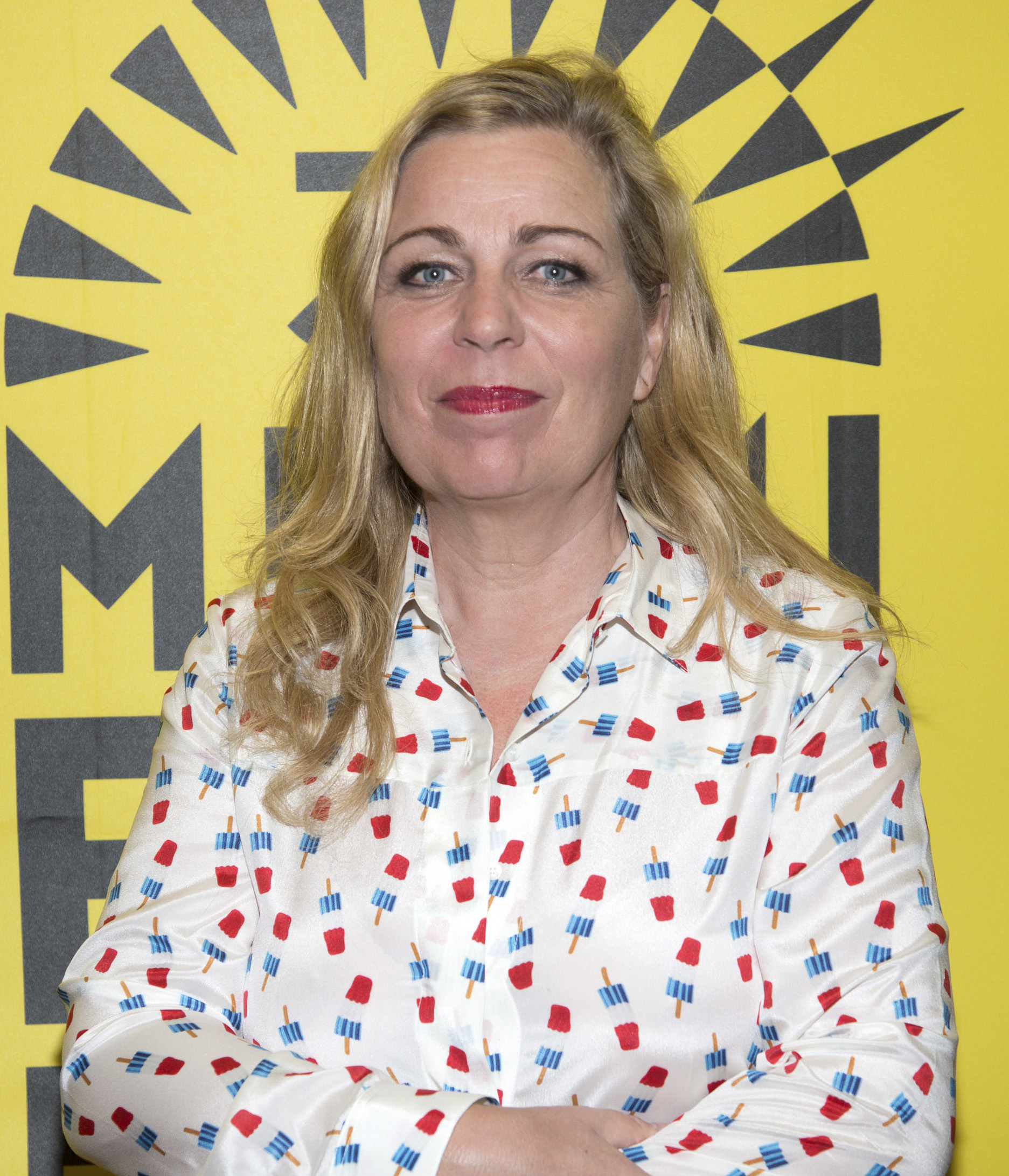
Scherfig en el Miami International Film Festival de 2017.

Lone Scherfig (Copenhague, 2 de mayo de 1959) es una directora de cine y guionista danesa. En 2016 llevó a las pantallas Su mejor historia, un relato agridulce sobre una joven guionista británica.

## Biografía
Scherfig se graduó en Cine en 1984. Se estrenó como directora en 1990, con la película Kaj's fødselsdag. Se alineó al movimiento Dogma 95 al dirigir la comedia Italiensk sea begyndere (Italiano para principiantes), en 2000. El largometraje le valió el Oso de Plata en el Festival de Berlín del año siguiente. Además, obtuvo un gran éxito de público, siendo la película escandinava de mayor taquillaje hasta hoy, a pesar de haber sido filmada con un presupuesto de menos de un millón de dólares.
En 2009, dirigió An Education, historia basada en un libro autobiográfico de la periodista británica Lynn Barber. La película recibió tres nominaciones a los Óscar de Hollywood, en las categorías de Mejor Película, Mejor Actriz (Carey Mulligan) y Mejor Guion Adaptado.

## Filmografía
- 2023 La contadora de películas.
- 2022 The Shift (serie).
- 2019 La amabilidad de los extraños.
- 2016 Su mejor historia.
- 2014 The Riot Club.
- 2011  One Day.
- 2009 An Education.
- 2007 Hjemve.
- 2005 Krøniken (serie).
- 2002 Wilbur Wants te lo Kill Himself.
- 2000 Italiano para principiantes.
- 2000 Morten Korch - Ved stillebækken (serie).
- 1998 Når mor kommer hjem.
- 1997 Tasa (serie).
- 1994 Flemming og Berit (serie).
- 1993 Den gode lykke (serie).
- 1990 Kaj's fødselsdag.
- 1985 Margrethes elsker (serie).